# 318676 Bellelay
318676 Bellelay è un asteroide della fascia principale. Scoperto nel 2005, presenta un'orbita caratterizzata da un semiasse maggiore pari a 2,7252392 UA e da un'eccentricità di 0,2124884, inclinata di 17,55937° rispetto all'eclittica.
L'asteroide è dedicato all'Abbazia di Bellelay, in Svizzera.